# NGC 3796
NGC 3796 est une petite galaxie spirale située dans la constellation de la Grande Ourse. NGC 3796 a été découverte par l'astronome germano-britannique William Herschel en 1790.

## Caractéristiques
Sa vitesse par rapport au fond diffus cosmologique est de 1 392 ± 11 km/s, ce qui correspond à une distance de Hubble de 20,5 ± 1,5 Mpc (∼66,9 millions d'al).

## Trou noir supermassif
Selon une étude réalisée en 2017 à l'aide du télescope spatial Hubble et portant sur plusieurs galaxies, NGC 3796 renferme un trou noir supermassif dont la masse est d'environ 59,3 millions de masses solaires (minimum 0, maximum 123 millions).

## Groupe de NGC 4125 et de NGC 4036
Selon un article publié par Abraham Mahtessian en 1998, NGC 3796 fait partie d'un groupe de galaxies qui compte au moins 12 membres, le groupe de NGC 4125. Les autres galaxies de ce groupe sont NGC 3945, NGC 4036, NGC 4041, NGC 4081, NGC 4125, NGC 4205, NGC 4391, NGC 4441, IC 758, UGC 7009 et UGC 7020A, respectivement désignées comme 1159+6237 et 1200+6439 pour les galaxies CGCG 1159.2+6237 et 1200.1+6439.
D'autre part, dans un article publié par A.M. Garcia en 1993, les galaxies NGC 4036, NGC 4041, IC 758, UGC 7009 font partie d'un groupe de galaxies de 5 membres, le groupe de NGC 4036. L'autre galaxie ajoutée à ce groupe par Garcia est UGC 7019. Garcia mentionne aussi le groupe de NGC 4125, mais il n'y inclut que quatre galaxies, à savoir NGC 4081, NGC 4125, NGC 4205 et UCG 7020A.
Les galaxies NGC 3796, NGC 3945, NGC 4391 et NGC 4441 ne font pas partie des deux listes de Garcia.
Puisque la galaxie NGC 4121 forme une paire de galaxies avec NGC 4125, elle devrait être ajoutée au groupe de NGC 4125.